# Horezu kloster
Horezu kloster grundades 1690 av Constantin Brâncoveanu i staden Horezu, Valakiet, Rumänien. Det anses vara ett mästerverk i "Brâncovenescstilen", känt för sin arkitektoniska renhet och balans, de skulpturernas detaljrikedom, dess behandling av religiösa kompositioner, dess votivproträtt och dess dekorativa målningsarbeten.
| ” | Brâncovenescstilen, som kan ses vid ett antal andra kyrkor och kloster i Valakiet, är den enda sanna och ursprungliga Rumänska stilen som kallas "Brancoveanukonst" efter namnet av regenten som, i en period av ständigt återkommande slag mellan världens krafter vid denna tid, satt kulturell utveckling i landet över allt annat och gjort detta till sitt livs mål. | ” |